# Schweringen
Schweringen egy község Németországban, a Weser-Nienburgi járásban. Lakosainak száma 833 fő (2023. december 31.).

## Népessége
| Lakosok száma | 794  | 786  | 781  | 773  | 822  | 833  |
|               | 2016 | 2017 | 2019 | 2021 | 2022 | 2023 |